# Adela (Buenos Aires)
Adela es una localidad del partido de Chascomús, en la provincia de Buenos Aires, Argentina.

## Toponimia
Debe su nombre a Adela Dodds. Su padre, Diego Dodds, fue quien donó tierras de la Estancia Adela al ferrocarril para la creación de la estación ferroviaria.

## Ubicación
Adela se encuentra sobre la Autovía 2 en la costa oeste de la laguna del Burro, 13 km al sur de Chascomús y 21 km al norte de Lezama. 
Se ubica sobre las vías del Ferrocarril General Roca en el ramal entre Plaza Constitución y Mar del Plata contando con su estación homónima. Estos servicios no se detienen en esta estación.

## Población
Durante los censos nacionales del INDEC de 2001 y 2010 fue considerada como población rural dispersa.